# Круглое (Дмитровский район)
Кру́глое — деревня в Дмитровском районе Орловской области. Входит в состав Малобобровского сельского поселения.

## География
Расположена в 10 км к югу от Дмитровска на левом берегу реки Нессы при впадении в неё ручья Рассошка. Высота над уровнем моря 211 м.

## История
Упоминается с 1-й половины XVII века среди селений Радогожского стана Комарицкой волости. По данным 1649 года деревня Круглое, состоявшая из 29 дворов, была приписана к Балдыжскому острогу. Местные жители могли укрываться в этой крепости во время набегов крымских татар, а также должны были поддерживать её в обороноспособном состоянии. По переписи 1705 года в деревне было 23 двора, проживало 113 человек (в том числе 38 недорослей, 9 человек на военной службе). По переписи 1707 года в Круглом было 17 «жилых» дворов, 2 бобыльских двора, 3 пустых двора, бобыльский пустой 1 двор. В то время здесь проживало 79 человек (в том числе 22 недоросля). После прежней переписки выбыло и ходит меж дворов 33 человека. Эти переписи учитывали только мужское население и домохозяек-вдов или незамужних.
На протяжении XVIII века деревней владели дворяне Кантемиры, Трубецкие и Безбородко. Так, в 1763 году за Кантемирами здесь числилось 156 душ мужского пола, за Трубецкими — 47. В 1797 году за Безбородко числилось 189 душ мужского пола, за Трубецкими — 43. Население деревни было приписано к приходу Введенского храма соседнего села Привич.
В XIX веке Круглое имело статус сельца — населённого пункта, в котором располагался дом помещика. В 1853 году в сельце было 59 дворов, проживало 742 человека (364 мужского пола и 378 женского). По состоянию на 1860 год оно было центром вотчины графа Николая Александровича Кушелева-Безбородко, владевшего в Дмитровском уезде 27 тысячами десятин земли. В обязанности крепостных Круглого входила обработка 90 десятин пахотной земли помещика, возка дров и сена, пружение плотин, выставление подвод. При имении графа находился кирпичный завод, на котором крестьяне работали по найму. В 1861 году деревня вошла в состав новообразованной Малобобровской волости Дмитровского уезда. В 1866 году в бывшей владельческой деревне Круглое было 46 дворов, проживало 697 человек (351 мужского пола и 346 женского), действовали 12 маслобоен и мельница. В 1877 году в деревне было 94 двора, проживал 691 человек. Со 2-й половины 1880-х годов до 1923 года являлась административным центром Круглинской волости Дмитровского уезда. По состоянию на 1894 год землей в Круглом владел граф Кушелев-Безбородко. В 1897 году в деревне проживало 918 человек (469 мужского пола и 449 женского); всё население исповедовало православие.
В 1926 году в деревне было 168 хозяйств крестьянского типа, проживало 840 человек (406 мужского пола и 434 женского), действовала школа 1-й ступени. В то время Круглое было административным центром Круглинского сельсовета Круглинской волсти Дмитровского уезда. Позднее передана в Малобобровский сельсовет. С 1928 года в составе Дмитровского района. В 1937 году в деревне было 185 дворов, действовали школа, мукомольный и кирпичный заводы. Во время Великой Отечественной войны, с октября 1941 года по август 1943 года, находилась в зоне немецко-фашистской оккупации. По состоянию на 1945 год в деревне действовал колхоз «Круглинский». Во 2-й половине XX века в Круглом действовала молочно-товарная ферма.

## Население
| 1853 | 1866 | 1877 | 1897 | 1926 | 1979 | 2002 |
| ---- | ---- | ---- | ---- | ---- | ---- | ---- |
| 742  | ↘697 | ↘691 | ↗918 | ↘840 | ↘205 | ↘171 |
| 2010 |      |      |      |      |      |      |
| ↘110 |      |      |      |      |      |      |